# Чарская впадина
Ча́рская впа́дина (также известна как Верхнеча́рская впа́дина, Ча́рская котлови́на, Верхнеча́рская котлови́на) — впадина на севере Забайкальского края, в верхнем течении реки Чары, между хребтами Кодар, Удокан и Каларским.
Чарская впадина начинается на юго-западе, в окрестностях озёр Большое Леприндо и Леприндокан, и заканчивается на северо-востоке, в 5 км южнее Сулуматского порога, имея при этом небольшое ответвление на востоке. Протяжённость впадины в указанных границах достигает 125 км; максимальная ширина — до 35 км (в средней части). Абсолютные отметки днища котловины изменяются от 630 до 1100 м. Борта и днище впадины заняты многочисленными подгорными шлейфами, конусами выноса, ледниковыми и водно-ледниковыми формами рельефа, речными террасами, которые сформировались в значительной мере под влиянием климата ледникового и послеледникового периодов.
Острая континентальность климата с долгими застоями холодного воздуха приводит не просто к безлесью, а даже к развеиванию песков — тукуланов (барханов песчаных гряд среднеазиатского облика). В результате, в правобережье низовий реки Средний Сакукан сформировался огромный песчаный массив — Чарские пески. В котловине очень много небольших по размеру озёр преимущественно ледникового, водно-ледникового, старичного и термокарстового происхождения. Часть территории заболочена. Характер сочленения бортов впадины со склонами окружающих хребтов довольно крутой, особенно с хребтом Кодар. Основные ландшафты — заболоченные луга, ерники, сосновые боры и горная тайга.